# Benice (Chrášťany)
Benice (německy Benitz) je malá vesnice, část obce Chrášťany v okrese Benešov. Nachází se asi 2 km na západ od Chrášťan. Protéká tudy Tloskovský potok, který je levostranným přítokem Janovického potoka.
Benice leží v katastrálním území Chrášťany u Benešova o výměře 11,54 km².

## Historie
První písemná zmínka o vesnici pochází z roku 1318.
Za druhé světové války se ves stala součástí vojenského cvičiště Zbraní SS Benešov a její obyvatelé se museli 1. dubna 1943 vystěhovat.
V letech 1850–1979 a od 24. listopadu 1990 se vesnice stala součástí obce Chrášťany a od 1. ledna 1980 do 23. listopadu 1990 spolu s obcí Chrášťany součástí města Benešov.